# Ligyra flavotomentosa
Ligyra flavotomentosa är en tvåvingeart som först beskrevs av de Meijere 1929.  Ligyra flavotomentosa ingår i släktet Ligyra och familjen svävflugor. Inga underarter finns listade i Catalogue of Life.